# Peki
Josip Pekas poznatiji kao Peki (2003.) hrvatski je reper i tekstopisac iz Drniša.
Rođen je 2003. godine. Potječe iz glazbene obitelji, otac mu je svirao u lokalnom bandu. Išao je u glazbenu školu i u srednju školu „Ivana Meštrovića” u Drnišu. Počeo je glazbeno djelovati pri kraju srednje škole 2020. godine. Svira saksofon i bubnjeve. Trenirao je košarku od pete godine do prve godine fakulteta prvo u KK Drnišu pa u KK Splitu. Upisao je studij na Kineziološkom fakultetu u Zagrebu kao prvi na prijemnom ispitu 2021. godine. S 390 od mogućih 450 bodova, ostvario je najbolji rezultat na prijemnom ispitu na Kineziološkom fakultetu posljednje dvije godine.
Objavio je debitanski album „Fortuna” 2024. godine. U izradi albuma pomogao mu je brat Luka Pekas, a gostuju: Hiljson Mandela, Vojko V, Bore Balboa, Grše i Baks.
1. veljače 2025. objavljuje EP "Fortuna Deluxe" kao dodatak "Fortuni" iz 2024. godine na kojemu se nalaze 4 pjesme među kojima i  suradnja sa Miach na pjesmi "Tika Taka".

## Diskografija

### Albumi
- Fortuna (2024.)
- Fortuna Deluxe (2025.)

### Singlovi
| Naslov                           | Godina | Plasman na ljestvici | Plasman na ljestvici | Album          |
| Naslov                           | Godina | HR Billboard         | HR                   | Album          |
| -------------------------------- | ------ | -------------------- | -------------------- | -------------- |
| Rizik ft. Bore Balboa            | 2022.  | –                    | –                    | Singl          |
| Familia                          | 2022.  | –                    | –                    | Singl          |
| Ulice ft. Bore Balboa            | 2023.  | –                    | –                    | Singl          |
| Čim se pojavimo u gradu ft. Baks | 2024.  | –                    | –                    | Fortuna        |
| Mangio Pasta ft. Grše            | 2024.  | 4.                   | 34.                  | Fortuna        |
| Ganga i Rera ft. Vojko V         | 2024.  | 5.                   | –                    | Fortuna        |
| Soma ft. Bore Balboa             | 2024.  | –                    | –                    | Fortuna        |
| Bajadeira ft. Hiljson Mandela    | 2024.  | 5.                   | –                    | Fortuna        |
| Anđeli i demoni                  | 2025.  | –                    | –                    | Fortuna Deluxe |
| LECGOU                           | 2025.  | 15.                  | –                    | Fortuna Deluxe |
| Tika Taka ft. Miach              | 2025.  | 24.                  | 38.                  | Fortuna Deluxe |

## Nagrade i nominacije
| Godina | Nagrada                 | Kategorija       | Izvođač / Djelo | Rezultat   | Ref.  |
| ------ | ----------------------- | ---------------- | --------------- | ---------- | ----- |
| 2025.  | Večernjakova ruža 2024. | Novo lice godine | Peki            | Nominacija | [ 6 ] |
| 2025.  | Cesarica                | Hit siječnja     | "Ganga i rera"  | Pobjeda    | [ 7 ] |
| 2025.  | Cesarica                | Hit ožujka       | "Tika-taka"     | Nominacija | [ 8 ] |